# Hamidiye, Mahmudiye
Hamidiye là một xã thuộc huyện Mahmudiye, tỉnh Eskişehir, Thổ Nhĩ Kỳ. Dân số thời điểm năm 2011 là 302 người.